# Jane Levy
Jane Colburn Levy (Los Angeles, 1989. december 29. –) amerikai színésznő.

## Fiatalkora
Jane Colburn Levy 1989. december 29-én született Los Angelesben (Kalifornia), Mary Tilbury, művész és virágüzlet-vezető, valamint Lester Levy közvetítő lányaként. Amikor még csecsemő volt, családja Los Angelesből Észak-Kaliforniába költözött, és San Anselmo városába telepedtek le, ahol Jane felnőtt.
 Apja zsidó, anyja angol, skót és ír származású. Levy a Sir Francis Drake Középiskolába járt, ahol egy hiphop tánccsapat tagja, valamint a női szövetségi labdarúgócsapat kapitánya volt; ötéves korában kezdett el focizni.
Levy egy évig járt a Goucher Főiskolába Baltimore-ba (Maryland), ahol a III. Divízió egyetemi női futballcsapatában játszott.

## Magánélete
2011. március 3-án Levy feleségül ment Jaime Freitas színészhez.
A bírósági iratok szerint a pár 2011. október 31-én különköltözött, válásukat 2013-ban véglegesítették.

## Filmográfia

### Film
| Év   | Magyar cím                    | Eredeti cím                                | Szerep           | Magyar hang       |
| ---- | ----------------------------- | ------------------------------------------ | ---------------- | ----------------- |
| 2012 | Hangok és viszonyok           | Nobody Walks                               | Caroline         |                   |
| 2012 | Zakkant Halloween             | Fun Size                                   | April Martin     | Czető Zsanett     |
| 2013 | Gonosz halott                 | Evil Dead                                  | Mia Allen        | Csifó Dorina      |
| 2014 | Barátok gyűrűjében            | About Alex                                 | Kate             | Andrusko Marcella |
| 2014 |                               | Bang Bang Baby                             | Stepphy Holliday |                   |
| 2015 |                               | Frank and Cindy                            | Kate             |                   |
| 2016 | Vaksötét                      | Don't Breathe                              | Rocky            | Vadász Bea        |
| 2016 | Monster Trucks – Szörnyverdák | Monster Trucks                             | Meredith         | Csifó Dorina      |
| 2016 | Monster Trucks – Szörnyverdák | Monster Trucks                             | Meredith         | Laudon Andrea     |
| 2017 |                               | I Don't Feel at Home in This World Anymore | Dez              |                   |
| 2018 |                               | Office Uprising                            | Samantha         |                   |
| 2018 | Színlelők                     | The Pretenders                             | Catherine        | Mészáros Blanka   |
| 2021 | Zoey rendkívüli karácsonya    | Zoey's Extraordinary Christmas             | Zoey Clarke      |                   |
| 2023 |                               | A Little Prayer                            | Tammy            |                   |

Rövidfilmek
- 2015: Nicholas & Hillary – Hillary
- 2015: Here Now – Mel

### Televízió
| Év        | Magyar cím                 | Eredeti cím                   | Szerep                  | Megjegyzések           |
| --------- | -------------------------- | ----------------------------- | ----------------------- | ---------------------- |
| 2011      | Shameless – Szégyentelenek | Shameless                     | Mandy Milkovitch        | 5 epizód               |
| 2011–2014 | Kertvárosba számüzve       | Suburgatory                   | Tessa Altman            | főszereplő (57 epizód) |
| 2014      |                            | Kroll Show                    | Madison                 | 1 epizód               |
| 2016      |                            | Swedish Dicks                 | Taylor Slow / Ruth      | 1 epizód               |
| 2017      | Twin Peaks                 | Twin Peaks                    | Elizabeth               | 1 epizód               |
| 2017      | Vízi tölgy                 | Sea Oak                       | Min                     | tévéfilm               |
| 2017      |                            | There's... Johnny!            | Joy Greenfield          | főszereplő (7 epizód)  |
| 2018      | Castle Rock                | Castle Rock                   | Diane "Jackie" Torrance | főszereplő (10 epizód) |
| 2019      | Mi lenne, ha…?             | What/If                       | Lisa Donovan            | főszereplő (10 epizód) |
| 2020–2021 |                            | Zoey's Extraordinary Playlist | Zoey Clarke             | főszereplő (25 epizód) |

## Fordítás
- Ez a szócikk részben vagy egészben  a   Jane Levy című angol Wikipédia-szócikk fordításán alapul.  Az eredeti cikk szerkesztőit annak laptörténete sorolja fel. Ez a jelzés csupán a megfogalmazás eredetét és a szerzői jogokat jelzi, nem szolgál a cikkben szereplő információk forrásmegjelöléseként.